# Lubango
Lubango é uma cidade e município de Angola, capital da província de Huíla.
Segundo as projeções populacionais de 2018, elaboradas pelo Instituto Nacional de Estatística, conta com uma população de 876 339 habitantes e área territorial de 3 147 km², sendo o mais populoso município da província, da região sul de Angola e o sexto mais populoso do país, o primeiro fora da província de Luanda.
Desenvolveu-se sobretudo a partir da "colónia de Sá da Bandeira", tomando esse nome entre 1884 e 1975, enquanto o município foi sempre denominado Lubango. Após a independência do país, tanto a cidade como o município tomam definitivamente o nome de Lubango.
A cidade de Lubango forma com os vizinhos Chibia e Humpata a virtual Região Metropolitana do Lubango, uma área de forte conurbação e ligação de serviços urbanos.

## Etimologia
O nome "Lubango" vem da redução do nome do rei tribal (soba) dos muílas que tinha o nome de Calubango (ou Kaluvango), que foi o líder local que recebeu a primeira expedição europeia nas suas terras. A área sob o seu domínio passou a ser denominada Terras do Calubango e, com o tempo, Terras de Lubango.

## História
A cidade de Lubango, antes de ser erguida, estava num território sob influência do soba do Lubango, cuja ombala se localizava no distrito urbano actualmente conhecido como Munhino. Na chegada dos europeus ao sul de Angola, permaneceu por muito tempo como local de passagem para as incursões coloniais rumo às nascentes da bacia do Cunene, não havendo, até fins do século XIX, nenhuma posição fixa colonial.

### Rotas coloniais
O primeiro contato europeu com a região do Lubango ocorreu em 1627, ano em que uma expedição luso-espanhola da cidade de Moçâmedes sobe o planalto da Humpata, na Serra da Chela, de onde era possível ver um vasto vale do domínio do soba Calubango, do País de Humbi-Onene.
Entre meados do século XVII e meados do século XIX, a área do actual município do Lubango era de uso somente como parada referencial na rota mais rápida que ligava Moçâmedes à Caconda, que seguia os cursos dos rios Giraul, Neves, Caculuvar, Calonga, Cunene e Cuunje. Não havia nenhum posto administrativo na área e o interesse pela colonização inexistia.

### Missões científico-religiosas
A primeira tentativa de estabelecer um posto lusitano na área ocorreu em 1866, quando o padre e botânico Carlos Duparquet realiza, com auxiliares, uma expedição até a Serra da Chela, onde tenta estabelecer uma missão científica e evangelizadora, sendo expulso pelos nativos em seguida.
Anos mais tarde, em 1881, padre Duparquet e o padre José Maria Antunes realizam uma nova expedição ao mesmo local, que culmina num acordo com o soba para a fundação de uma missão católica agropastorial junto a actual comuna e distrito urbano lubanguense da Huíla-Lupolo, que no mesmo ano ganha estatuto eclesiástico ao servir como sede para a Missão Sui Iuris do Cunene.

### Fundação da colónia agrícola
Porém, os portugueses só viriam planejar uma ocupação efectiva para a região por volta de 1880, no intuito de estabelecer de uma colónia com interessados recrutados no Arquipélago da Madeira, nos termos do decreto de 16 de agosto de 1881. A primeira comissão de madeirenses chegou a Moçâmedes em 19 de novembro de 1884, a bordo do navio Índia, atingindo o Planalto da Huíla a 19 de janeiro de 1885, onde fundaram a colónia de Sá da Bandeira, assim designada em  homenagem a Bernardo de Sá Nogueira de Figueiredo, Marquês de Sá da Bandeira.
Lubango tornou-se uma administração autónoma em 1887 e um concelho em 1889, com José Augusto da Câmara Leme, o líder dos madeirenses, nomeado chefe do concelho em 19 de fevereiro de 1890. O concelho recebe o nome de "Lubango", em homenagem ao antigo soba local. Leme também viria ser nomeado comandante militar do concelho do Lubango, com o posto de capitão de 2ª linha, em 19 de outubro de 1890. Nessa altura a colónia era formada por madeirenses e brasileiros, passando a abrigar também parte dos bôeres da Humpata.
A despeito de já criado, foi somente em 1891 que ocorreu a primeira eleição para a Câmara do Lubango, ficando a presidência com João Gonçalves de Azevedo.
Em 1898 a Missão Sui Iuris do Cunene ergue a Missão do Munhino, dentro do povado de Sá da Bandeira, servindo como uma filial aos cuidados dos padres Bonnefoux e Lecomte.

### Primeira metade do século XX: capital distrital

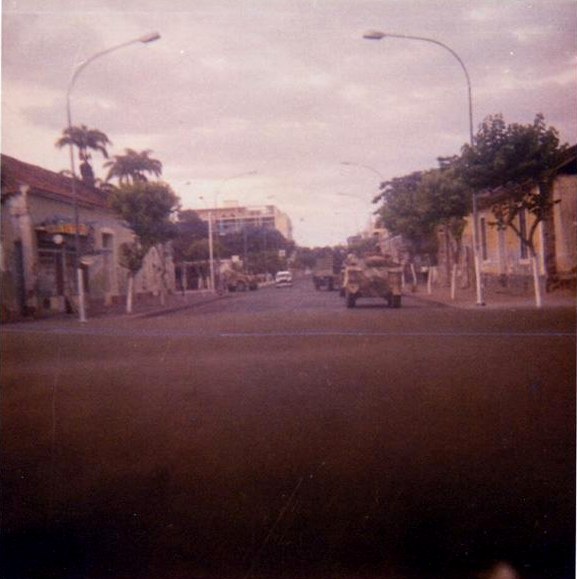
Carros blindados Eland Mk7 sul-africanos em Lubango, por volta de 26 de outubro de 1975, durante a Operação Savana, na Guerra de Independência de Angola.

Em 1900 é feito o primeiro censo das populações dos planaltos da Humpata e Huíla, constatando que, em Sá da Bandeira, há  1575 habitantes — destes, 1248 brancos, dentre portugueses (inclui-se madeirenses) e bôeres.
Em 2 de setembro de 1901 foi criado, por desmembramento do distrito de Moçâmedes, o novo distrito da Huíla, com sede no Lubango, sendo esta povoação, pelo mesmo decreto, elevada à categoria de vila, com o nome de Sá da Bandeira.
Em 1906 a professora Irene Betencourt de Medeiros Portela capitaneia a fundação da Escola Primária de Sá da Bandeira, a primeira instituição de ensino oficial do Estado na localidade (em operações desde 1906, mas oficializada só em 1919); anteriormente o ensino era eminentemente religioso. Abriu-se também o Liceu Diogo Cão (atual Escola Rei Mandume ya Ndemufayo), em 1922, numa altura em que só havia instituição do tipo em Luanda.
Lubango é elevada a categoria de cidade em 31 de maio de 1923, quando o Caminho de Ferro de Moçâmedes, depois de vencer o deserto e a serra, atingiu finalmente o planalto, inaugurando-se a estação ferroviária. A ferrovia permitiu uma ligação mais rápida e segura com Moçâmedes, marcando um período de grande prosperidade econômica.
As três décadas seguintes trouxeram grandes progressos na arte e na cultura. Liderados por Leonel Cosme, a capital da Huíla pode desfrutar de uma vivência cultural de amplos horizontes, desde o cinema à pintura, literatura ou música clássica.
Em 1940 é inaugurado o Hospital Geral de Sá da Bandeira (actual Hospital Central do Lubango). Entre 1963 e 1965 o edifício é expandido, e em 1968‐1970 ganha outra remodelação.

### Segunda metade do século XX: guerras
Em 1973 a ainda cidade de Sá da Bandeira festeja o cinquentenário da sua elevação a cidade. Na ocasião, a Câmara Municipal realiza o I Festival Internacional de Música, com a presença de artistas de várias partes do mundo, sob a direcção do pianista Sequeira Costa. Nas celebrações, é erguido o Monumento ao Marquês de Sá da Bandeira.
Inicialmente pouco afetada pela Guerra de Independência de Angola, Lubango viu-se mergulhada em confrontos entre portugueses e guerrilheiros nacionalistas no final da década de 1960 e década de 1970. Em 1975 a região caiu sob domínio completo da UNITA.
Sofrendo intervenção da Força de Defesa da África do Sul durante a Operação Savana, reforçada com o apoio da própria UNITA como consequência da Operação Rena, o Lubango ficou sob influência indireta sul-africana até o final da década de 1980, quando intensos conflitos marcaram a vitória militar do MPLA na província até 1992; neste mesmo ano os combates da guerra civil mais uma vez alcançaram o Lubango.
Em meados da década de 1990, a UNITA havia sido novamente expulsa da região, ficando a mesma sob domínio do governo angolano até a confirmação definitiva do fim da guerra, em 2002.

### Período da reconstrução
A partir de 2002 a região passa por uma grande transformação econômica com a reconstrução das infraestruturas, no pós-guerra; alguns dos marcos desse período foram a realização do Campeonato Africano das Nações de 2010, a retomada do Caminho de Ferro de Moçâmedes, e a recriação de uma universidade autônoma na cidade.

## Geografia
É limitado a norte pelo município de Quilengues, a leste pelo município de Cacula, a sul pelos municípios de Chibia e Humpata, e a oeste pelo município da Bibala.
O município de Lubango é constituído pela comuna de Lubango (equivalente a própria cidade), e pelas comunas de Arimba, Hoque e Huíla.

### Clima
Em virtude de sua elevação, Lubango é a segunda cidade mais fria de Angola, sendo a capital mais fria do país. Possui um clima oceânico (ou tropical de altitude), tipo Cwb, por consequência da sua própria altitude que o modifica. Durante o dia o clima é moderadamente abafado, mas à noite as temperaturas são consideravelmente mais baixas. Com temperatura média anual de 19°C é uma das cidades com clima mais ameno e temperado de Angola. Anualmente é comum a ocorrência de extremos de 1°C até 30°C. Junho e julho são os meses mais frios, com eventuais geadas e granizos. As chuvas mais intensas ocorrem geralmente entre dezembro e março, os meses mais quentes são setembro, outubro e novembro. Em zonas de alta atitudes como a serra da Leba e serra da Chela as temperaturas podem baixar bruscamente de 7 a 5 graus durante a noite.
| Dados climatológicos para Lubango                                                    | Dados climatológicos para Lubango | Dados climatológicos para Lubango | Dados climatológicos para Lubango | Dados climatológicos para Lubango | Dados climatológicos para Lubango | Dados climatológicos para Lubango | Dados climatológicos para Lubango | Dados climatológicos para Lubango | Dados climatológicos para Lubango | Dados climatológicos para Lubango | Dados climatológicos para Lubango | Dados climatológicos para Lubango | Dados climatológicos para Lubango |
| Mês                                                                                  | Jan                               | Fev                               | Mar                               | Abr                               | Mai                               | Jun                               | Jul                               | Ago                               | Set                               | Out                               | Nov                               | Dez                               |                                   |
| ------------------------------------------------------------------------------------ | --------------------------------- | --------------------------------- | --------------------------------- | --------------------------------- | --------------------------------- | --------------------------------- | --------------------------------- | --------------------------------- | --------------------------------- | --------------------------------- | --------------------------------- | --------------------------------- | --------------------------------- |
| Temperatura máxima recorde (°C)                                                      | 30                                | 30                                | 30                                | 28                                | 30                                | 28                                | 27                                | 30                                | 31                                | 34                                | 38                                | 31                                |                                   |
| Temperatura máxima média (°C)                                                        | 25                                | 25                                | 25                                | 25                                | 25                                | 24                                | 24                                | 26                                | 28                                | 28                                | 26                                | 25                                |                                   |
| Temperatura média (°C)                                                               | 18                                | 18                                | 18                                | 18                                | 17                                | 15                                | 15                                | 18                                | 20                                | 20                                | 19                                | 18                                |                                   |
| Temperatura mínima média (°C)                                                        | 12                                | 12                                | 12                                | 11                                | 9                                 | 6                                 | 6                                 | 10                                | 12                                | 12                                | 12                                | 12                                |                                   |
| Temperatura mínima recorde (°C)                                                      | 5                                 | 5                                 | 2                                 | 3                                 | 0                                 | −1                                | −1                                | 0                                 | 4                                 | 3                                 | 5                                 | 3                                 |                                   |
| Precipitação (mm)                                                                    | 140                               | 150                               | 160                               | 90                                | 0                                 | 0                                 | 0                                 | 0                                 | 0                                 | 70                                | 110                               | 160                               |                                   |
| Fonte: Weatherbase: Historical weather for Sa da Bandeira, Angola Fevereiro 13, 2010 |                                   |                                   |                                   |                                   |                                   |                                   |                                   |                                   |                                   |                                   |                                   |                                   |                                   |

### Relevo
Estando aproximadamente a 1.790 metros acima do nível do mar, Lubango é uma das cidades mais elevadas de Angola. Os principais referenciais geográficos de Lubango são a serra da Chela e a serra da Leba (nesta, a fenda da Tundavala), grandes cadeias montanhosas que cercam todo o oeste do município, de onde se registram algumas das maiores elevações da província e do país. Ao leste do território municipal já está o Planalto da Huíla.

### Hidrografia
Os mais importantes cursos d'água do município são os rios Uamapangue, o Hanga-Chanhanga (afluente do Calonga), o Caculuvar e o Munhelo, os dois últimos os maiores responsáveis por ceder água para a cidade do Lubango, muito embora estejam degradados pela poluição e ocupação desordenada de suas margens.

### Demografia
Lubango é um município cosmopolita, que abriga povos das mais diversas origens e formações, havendo fortes traços luso-angolanos, angobôeres, do povo étnico-linguístico nhaneca-humbe (destes, principalmente os muílas), de ovimbundos, ambundos, hereros, chócues, ganguelas, dentre outros. A principal língua falada é o português.

## Política
Em matéria de influência política, o Lubango sedia algumas organizações relevantes, como o Instituto de Formação em Gestão Económica e Financeira (IGEF) dos Países Africanos de Língua Oficial Portuguesa (PALOP) e Timor Leste.
Além disto, Lubango é geminada com a cidade de Santarém, em Portugal.

## Economia

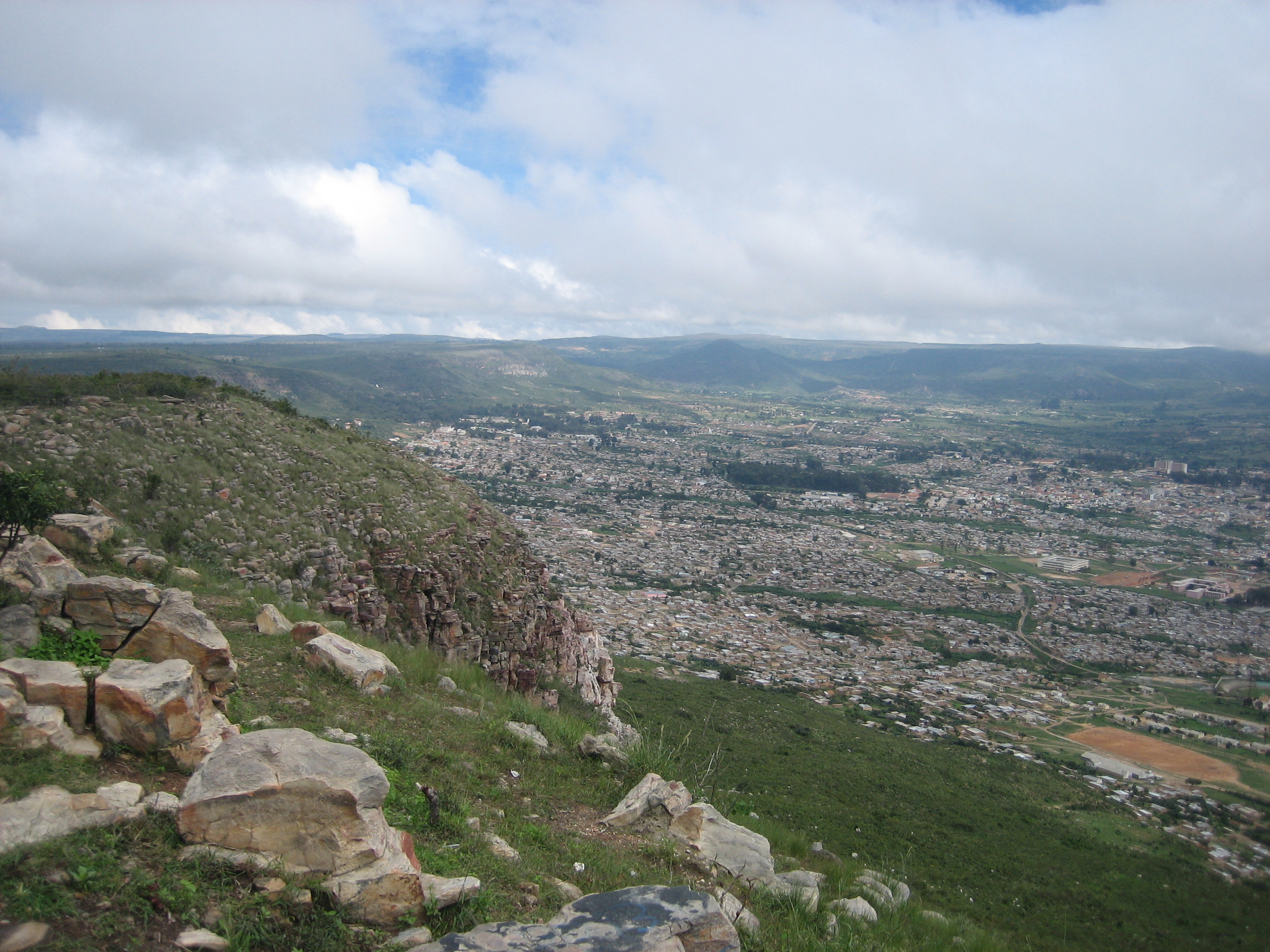
Vista de Lubango e das montanhas que a cercam, em 2006. O turismo e o ecoturismo são atividades econômicas de relevo no Lubango.

A agropecuária foi o primeiro sustentáculo econômico de Lubango, sendo o trigo e a pecuária do gado os grandes motores do progresso socioeconômico e de riqueza da região. Quando os transportes passaram a ser mecânicos e as estradas boas vias de acesso, fixou-se o comércio e rapidamente também a indústria.
Desde o final das guerras a economia de Lubango não baseia-se tão fortemente na agropecuária como outrora foi, porém ainda registra-se a produção de cereais, frutas e legumes.
No setor industrial, há um grande parque instalado especializado em curtumes, moagens, metalurgia, produção calçadista, produção alimentícia e de bebidas, de itens cerâmicos, de construção civil, de transformação de madeiras e de embalagens, entre outros.
Desde a recuperação econômica experimentada pelo fim da guerra civil, Lubango tornou-se um grande centro de comércio e serviços, o grande centro atacadista para todo o sul do país. Em matéria de serviços, há grande especialização em serviços burocráticos e administrativos, financeiros, educacionais, de saúde e voltados ao turismo. Existe ainda uma relevante participação nos serviços vinculados à logística ferroviária e rodoviária.

## Infraestrutura
Municipalidade mais bem estruturada da província, Lubango dispõe de uma gama de infraestruturas considerável comparada até mesmo a capital nacional, a cidade de Luanda.

### Abastecimento de água
O abastecimento de água potável na cidade é assegurado pela Empresa Provincial de Águas e Saneamento da Huíla (EPAS), que sustenta o sistema por captações subterrâneas e de rios e, principalmente, da Barragem das Neves, sendo a água bombeada por eletrobombas para os reservatórios. O abastecimento da cidade sofre racionamentos constantes, devido ao regime intermitente de chuvas, seguido de secas prolongadas na região.

### Comunicações
Do ponto de vista de comunicação, os serviços disponíveis são os telefónicos — telefonia fixa e móvel — ofertados pelas operadoras Angola Telecom, Movicel e Unitel; serviços de rádio com frequência da Rádio Huíla (retransmissora da Rádio Nacional de Angola), da Rádio Ecclesia, da Rádio 2000, da Rádio ISPI e da Rádio Mais; televisivo, com repetidores da Televisão Pública de Angola e da TV Zimbo; Correios de Angola, com serviços de correio e telégrafo, e; serviço de internet disponível pelas operadoras ZAP e Multitel. Nas mídias impressas, ainda há o tradicional Jornal de Angola e o jornal regional Ventos do Sul.

### Educação e ciência

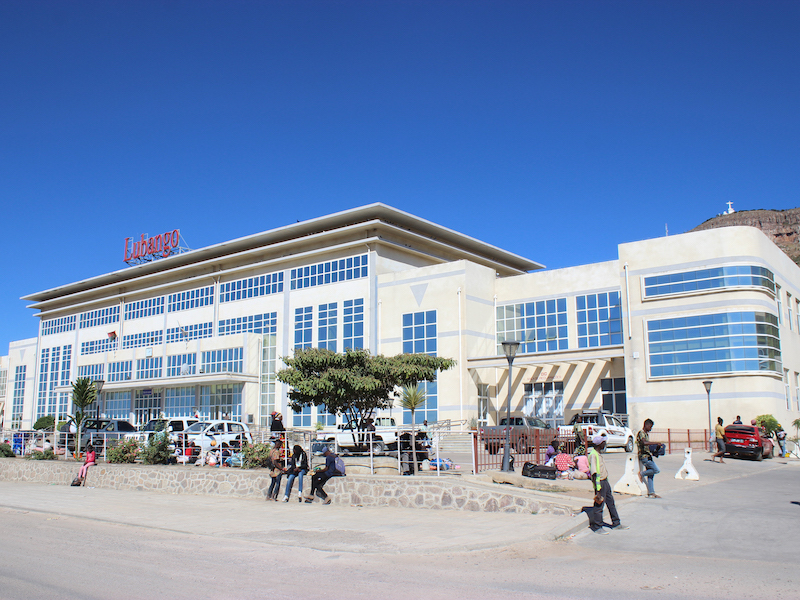
Estação do Lubango, do Caminho de Ferro de Moçâmedes, em 2018.

O Lubango foi uma das primeiras cidades do interior a possuir ensino de segundo grau, não só o Liceu Nacional Diogo Cão (atual Escola Rei Mandume ya Ndemufayo), mas também a Escola Industrial e Comercial Artur de Paiva, bem como o Instituto Agrícola do Chivinguiro (Escola de Agronomia). Desde então Lubango passou a ser conhecido como um polo de ensino.
Na educação superior, existe a Universidade Mandume ya Ndemufayo, com suas instituições orgânicas: Faculdade de Direito, Faculdade de Economia, Faculdade de Medicina e Instituto Superior Politécnico da Huíla. Outra instituição pública é o Instituto Superior de Ciências da Educação da Huíla. Em paralelo, existe no Lubango o campus da Universidade Privada de Angola, chamado de Instituto Superior Politécnico da Tundavala, e o Instituto Superior Politécnico Gregório Semedo.

### Energia eléctrica
O fornecimento de energia eléctrica na cidade é garantido pela Central Termelétrica do Lubango, pela Central Hidroelétrica de Matala e pelas linhas de transmissão Belém do Huambo — Lubango, que transmite da fonte Central Hidroelétrica do Gove; a eletricidade é distribuída a nível residencial e comercial pela Empresa Nacional de Distribuição de Electricidade (ENDE).

### Saúde
No âmbito da saúde, a cidade dispõe dos centros de referência Hospital Central do Lubango "Dr. António Agostinho Neto", Hospital Maternidade Irene Neto, Hospital Pediátrico Pioneiro Zeca e Hospital Municipal do Lubango "Ana Paula", além de diversas clínicas e centros de saúde.

### Segurança
O sistema de segurança pública do Lubango é garantido por batalhões da Polícia Provincial da Huíla e da Polícia Militar das Forças Armadas Angolanas, por um destacamento permanente da Polícia Nacional e por um quartel do Serviço de Protecção Civil e Bombeiros.
Embora não tenha papel de força de segurança pública convencional, na cidade está a sede da Região Militar Sul, que congrega a Base Aérea do Lubango da Força Aérea Nacional de Angola, onde está estacionado o 25º Regimento de Aviação de Caça, e o Batalhão de Reparações e a Escola de Inter-Armas do Lubango do Exército Nacional de Angola.

### Transportes
Lubango é interligada ao território nacional por diversos meios, sendo o principal o meio rodoviário. Neste, a principal rodovia é a EN-280, que a liga à Humpata, á sudoeste, e ao Quipungo, ao leste. Outras rodovias importantes são a EN-105, que liga o Lubango à Quilengues, ao nordeste, e à Chibia, ao sul; a EC-290, que circunda a porção sul lubanguense, ligando-a a vila do Jau, no sul, e novamente a Quipungo (leste), e; EC-104, que liga o Lubango à Bibala (norte).
A cidade também é atravessada pelo Caminho de Ferro de Moçâmedes, que escoa a produção local até o porto do Namibe, em Moçâmedes, bem como dá acesso ao Menongue.
Por via aérea, o Lubango dispõe do Aeroporto Internacional da Mukanka.

## Cultura e lazer

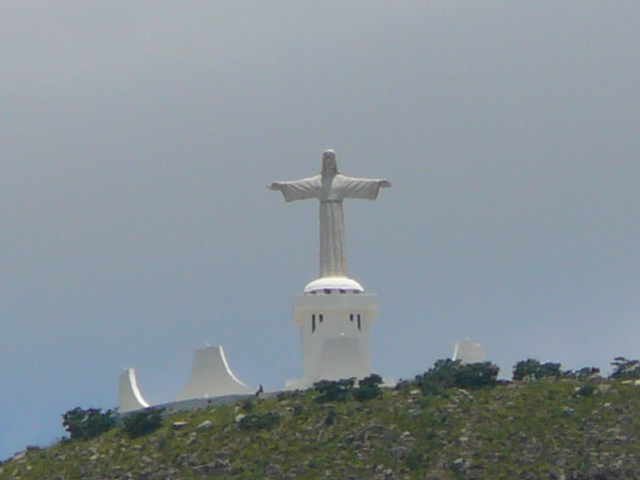
Cristo-Rei do Lubango.

### Cultura
Uma das principais manifestações culturais-religiosas do Lubango é a Procissão de Nossa Senhora do Monte, a padroeira católica da cidade. A celebração é uma tradição madeirense realizada desde os primórdios da colonização do Lubango. Sua realização é uma iniciativa da Arquidiocese do Lubango.
Outra manifestação cultural muito popular é o carnaval, tanto o de rua quanto o de campeonato. Em Lubango existem muitos grupos de samba que disputam o campeonato carnavalesco todos os anos.

### Lazer
As principais áreas de atração do município são devidas às belezas naturais, tais como:
- Fenda e barragem da Tundavala;[17]
- Cascata da Huíla;[17]
- Capela da Nossa Senhora do Monte;[17]
- Serra da Leba;[17]
- Barragem das Neves (embora não possuindo cascata);[16]
- Cristo Rei do Lubango.[17]

#### Desportos
O futebol é a prática desportiva mais popular entre os lubanguenses, tanto que na cidade estão as tradicionais equipas Benfica Petróleos do Lubango, Sport Lubango e Benfica, Clube Ferroviário da Huíla e Clube Desportivo da Huíla, este último clube que faz parte da Girabola, principal competição de clubes do país. Dentre os centros de competições, há o Estádio Nacional da Tundavala, um mais modernos estádios de futebol de África. Nele foram realizadas algumas partidas do Campeonato Africano das Nações de 2010. Outro grande centro é o Estádio do Ferroviário da Huíla.
Torneios de judô tem despertado o interesse da população de Lubango. A geografia da cidade também propicia um bom espaço para trilhas, alpinismo e rapel.
Os desportistas distribuem-se por diversas modalidades como o voleibol, basquetebol, atletismo, ténis de mesa, ginástica, ciclismo, boxe e automobilismo.